# Parafia Świętej Trójcy w Zimnowodzie
Parafia Świętej Trójcy w Zimnowodzie – parafia rzymskokatolicka, znajdująca się w archidiecezji poznańskiej, w dekanacie boreckim.